# X.121
X.121 — формат мережної адреси, встановлений ITU-T для пакетних мереж, що працюють за протоколом X.25. Адреса використовується для виклику і встановлення віртуального з'єднання (англ. virtual circuit) у мережах загального використання (англ. Public Data Network, PDN). Адреса, що називається також NUA (англ. network user address), складається з послідовності цифр у двійково-десятковому коді; довжина послідовності може змінюватися, але не перевищує 14 цифр. Адреса пересилається у рамках протоколу пакетного рівня (англ. Packet Layer Protocol, PLP), одразу після ідентифікатора пакета (англ. packet type identifier, PTI).
Адреса складається з двох частин: 4 цифри DNIC, або data network identification code (ідентифікаційний код мережі даних), і до 10 цифр NTN, або national terminal number («національний номер термінала»).
Три перші цифри поля DNIC ідентифікують країну (одна цифра — ідентифікатор географічної зони Землі, і дві — ідентифікатор країни всередині даної зони), і одна цифра ідентифікує провайдера PDN. Таким чином, всередині країни дозволяється максимум десять провайдерів. Поле NTN ідентифікує мережний пристрій (DTE, англ. data terminal equipment). Структура NTN стандартом не визначається.
Існувала технологія для відображення адрес IPv4 у X.121, а саме неофіційний стандарт RFC 1236. Для цієї мети було зарезервовано блок IP-адрес 14.0.0.0/8. У 2008 році через практично повне зникнення X.25 і гостру нестачу IP-адрес цей блок було повернено організації IANA для загального використання.